# The Unforgiven III
"The Unforgiven III" is een nummer van de Amerikaanse band Metallica. Het nummer verscheen niet op single, maar kwam in 2008 uit als de zevende track op hun album Death Magnetic.

## Achtergrond
"The Unforgiven III" is geschreven door alle bandleden en geproduceerd door Rick Rubin. Het is de tweede opvolger van het nummer "The Unforgiven", dat in 1991 op het album Metallica verscheen. De voorganger, "The Unforgiven II", verscheen in 1997 op het album ReLoad. "The Unforgiven III" heeft eenzelfde structuur als het eerste deel van het nummer met een krachtig couplet en een rustig refrein, waar het tweede deel juist de omgekeerde structuur had. Het nummer mist de regels "What I've felt, what I've known" en "Never free, never me", die wel voorkwamen in de eerste twee delen. Ook opent het nummer niet met een enkele blazer, maar in plaats daarvan kent het een opening met een akoestische piano en een blazerssectie op de achtergrond. De akkoorden tijdens deze piano-introductie zijn hetzelfde als in de refreinen van de voorgangers. In tegenstelling tot de voorgangers is dit nummer niet de vierde track van het album; de band wilde dat de leadsingle "The Day That Never Comes" deze plaats innam nadat zij terugkeerden naar het schrijven van ballads. Aangezien zij het nummer zagen als de tegenhanger van dit nummer, is het de op drie na laatste track op het album.
In een interview met MTV vertelde zanger en gitarist James Hetfield dat "The Unforgiven III" een "voortzetting is van dezelfde verhaallijn over zonden en gevolgen, vergeven en niet vergeven". Hij zei ook dat het van alle delen van het nummer zijn favoriete deel is. Bassist Robert Trujillo vertelde dat "het een geweldige flow heeft en erg dynamisch is. Het is op een of andere manier verbonden met de [overige] muziek op het album."
"The Unforgiven III" werd nooit officieel op single uitgebracht; desondanks haalde het nummer wereldwijd een aantal hitlijsten. In het Verenigd Koninkrijk kwam het nummer tot plaats 120. In Noorwegen was het nummer het meest succesvol met een achtste plaats en ook in Australië, Denemarken, Finland, Zweden en Zwitserland werden de hitlijsten gehaald. In Vlaanderen stond het nummer in de week van 4 oktober 2008 eenmalig genoteerd op de vijftigste plaats in de Ultratop 50. In 2010 werd het nummer genomineerd voor een Grammy Award in de categorie Best Hard Rock Performance, maar verloor het van "War Machine" van AC/DC.

## NPO Radio 2 Top 2000
| Nummer met noteringen in de NPO Radio 2 Top 2000 | '15  | '16 | '17  | '18  | '19  | '20  | '21  | '22  | '23  | '24  |
| ------------------------------------------------ | ---- | --- | ---- | ---- | ---- | ---- | ---- | ---- | ---- | ---- |
| The Unforgiven III                               | 1384 | 893 | 1381 | 1475 | 1128 | 1414 | 1286 | 1210 | 1279 | 1072 |

1. ↑  Een vetgedrukt getal geeft de hoogste notering aan.
2. ↑  2015 was het eerste jaar met een notering voor dit nummer.